# Nambu Type 94
Le pistolet Nambu Type 94 (九四式拳銃 Kyūyon-Shiki Kenjū) est un pistolet semi-automatique 8mm développé par Kijirō Nambu et ses associés de l'Armée Impériale japonaise. Il fait partie d'une série de pistolets semi-automatiques qui compte cinq variantes : le Type A Modèle 1902 (aussi appelé "Grand-Père Nambu"), le Type A Modèle 1902 Modifié ("Papa Nambu"), le Type B ("Bébé Nambu"), le Type 14 (南部十四年式自動拳銃) et enfin le Type 94.
Le développement du Type 94 débuta en 1929, et après plusieurs modifications le prototype final fut testé et adopté officiellement par l'Armée japonaise à la fin de 1934 (calendrier Japonais, 2594). Le Type 94 est entré en production en 1935 et environ 71 000 pistolets ont été fabriqués jusqu'à l'arrêt de sa production en 1945.
Le Type 94 fut conçu à l’origine pour les tankistes japonais (chez qui cette arme était populaire) et les membres d'équipage d'aéronefs qui préféraient une arme plus légère. Les experts en armes japonaises ont par la suite critiqué certains éléments de conception du Type 94. Le pistolet pouvait en effet tirer involontairement avant que la culasse ne soit complètement verrouillée si la barre de sûreté située sur le côté du récepteur était desserrée et que le pistolet était mal manipulé. De plus, le processus de démontage du pistolet était très complexe et fastidieux. La qualité de construction du Type 94 diminua au cours de sa production. Les derniers pistolets fabriqués en 1945 le furent grossièrement.

## Historique
Le Nambu Type 94 fut conçu par Kijirō Nambu après qu'il eut pris sa retraite de l'Armée japonaise et fondit la Nambu Rifle Manufacturing Company. La conception du Type 94 commença en 1929, avec l'objectif de réduire la masse et le prix du précédent Nambu. L'Armée impériale japonaise estima qu'un pistolet plus petit de conception simple pouvant contenir la cartouche standard Nambu de 8 × 22 mm était nécessaire pour remplacer le plus grand, plus lourd, et seul pistolet militaire officiel, le Nambu type 14. La demande d'une arme de poing pour les officiers augmentait en raison de l'invasion japonaise de la Mandchourie pendant la Seconde Guerre sino-japonaise. L'armée japonaise souhaitait également un nouveau modèle de sécurité afin d'éviter les décharges involontaires pendant le nettoyage, ce qui était courant parmi le personnel japonais. La dénomination du pistolet type 94 reflète le changement de nomenclature japonais avec le 94, revenant à la fondation mythique du Japon en 660 avant l'année 2594 à la place de la période de règne de l'empereur traditionnellement utilisé comme pour nommer le revolver Type 26 ou le pistolet Nambu Type 14 Le prototype final du Type 94 fut officiellement adopté par l'Armée japonaise à la fin de 1934, après plusieurs modifications. La production débuta sous la supervision de l'Arsenal de l'Armée de Nagoya à la Nambu Rifle Manufacturing Company et plus tard son successeur, Chuo Kogyo Company, Ltd. Environ 71 000 pistolets furent produites pour l'armée, mais la quantité exacte est inconnue en raison de la production de pistolets sans numéros de série et non datés. Pendant la Seconde Guerre mondiale, ce pistolet devint une arme de prédilection pour les équipages de char et les parachutistes qui avaient besoin d'un pistolet plus petit et plus pratique. Le Type 94 n'a jamais été officiellement adopté par la Marine impériale japonaise, mais il était disponible pour les officiers par l'intermédiaire du syndicat des officiers japonais. 
Des armes prises sur les Japonais armèrent la Birmanie, la Chine,  la  Corée du Nord,  la  Corée du Sud,la France, l'Indonésie,  la Thaïlande, Union des républiques socialistes soviétiques et le Viêt Nam, à la suite des conflits expansionnistes nippons. Ainsi, cette arme connut les Guerre civile chinoise, Guerre de Corée, Guerre du Vietnam et  mais aussi l' Invasion soviétique  de la Mandchourie et la Révolution nationale indonésienne.

## Conception

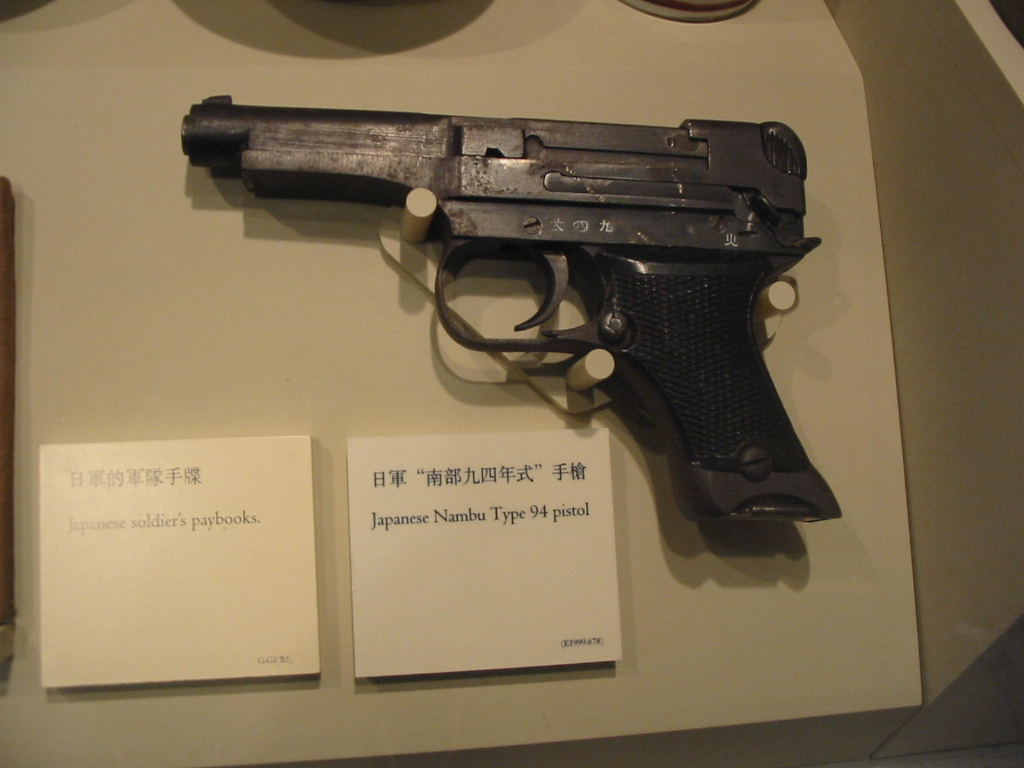
Un pistolet Type 94 au Hong Kong Museum of History

Le Type 94 pistolet est actionné par un mécanisme différent des précédentes armes de poing japonaises. Contrairement aux pistolets Nambu conçus précédemment, le Type 94 fonctionne avec un marteau dissimulé et un percuteur. Selon les auteurs, Harry L. Derby et James D. Brown, ce percuteur est intrinsèquement faible et susceptible de se briser à cause d'un renfoncement de coupe prévu pour la traverse qui est sujette à la rupture. Le mécanisme de mise à feu par marteau plus solide fut développé et inclus dans le Type 94 pour remplacer le mauvais système du Nambu Type 14. Le système de verrouillage est du type à bloc montant flottant indépendamment entre les pattes situées sous l'extrémité de la chambre du canon. L'unique ressort hélicoïdal est disposé autour du cylindre au lieu de l'arrière du canon que l'on trouve sur les autres pistolets Nambu. La poignée est plus petite que les autres pistolets japonais avec des plaquettes en bois lisse mais selon l'auteur Jeff Kinard, elle est plus confortable à l'usage pour des hommes avec des petites mains. Le magasin contient un maximum de six cartouches en raison de la petite poignée et il est difficile de recharger l'arme, la pression du boulon le retenant à l'intérieur du pistolet. Le loquet du chargeur dépasse suffisamment pour se désengager occasionnellement lorsque le pistolet est placé sur son côté gauche et sur une surface dure. Le chargeur pouvait également se désengager s'il était pressé dans son étui. Le levier de sécurité manuel est situé à l'arrière gauche du cadre et porte le kanji "Feu et Sécurité" estampé sur le cadre. Le viseur avant sur le canon et le V fixe arrière étaient parfois mal alignés, ce qui les rendait inutilisables. La visée arrière fut réduite à une simple encoche en 1944 (la partie avant restant inchangée), et moins d'attention furent accordés aux détails pendant la Seconde Guerre mondiale.

### La production finale

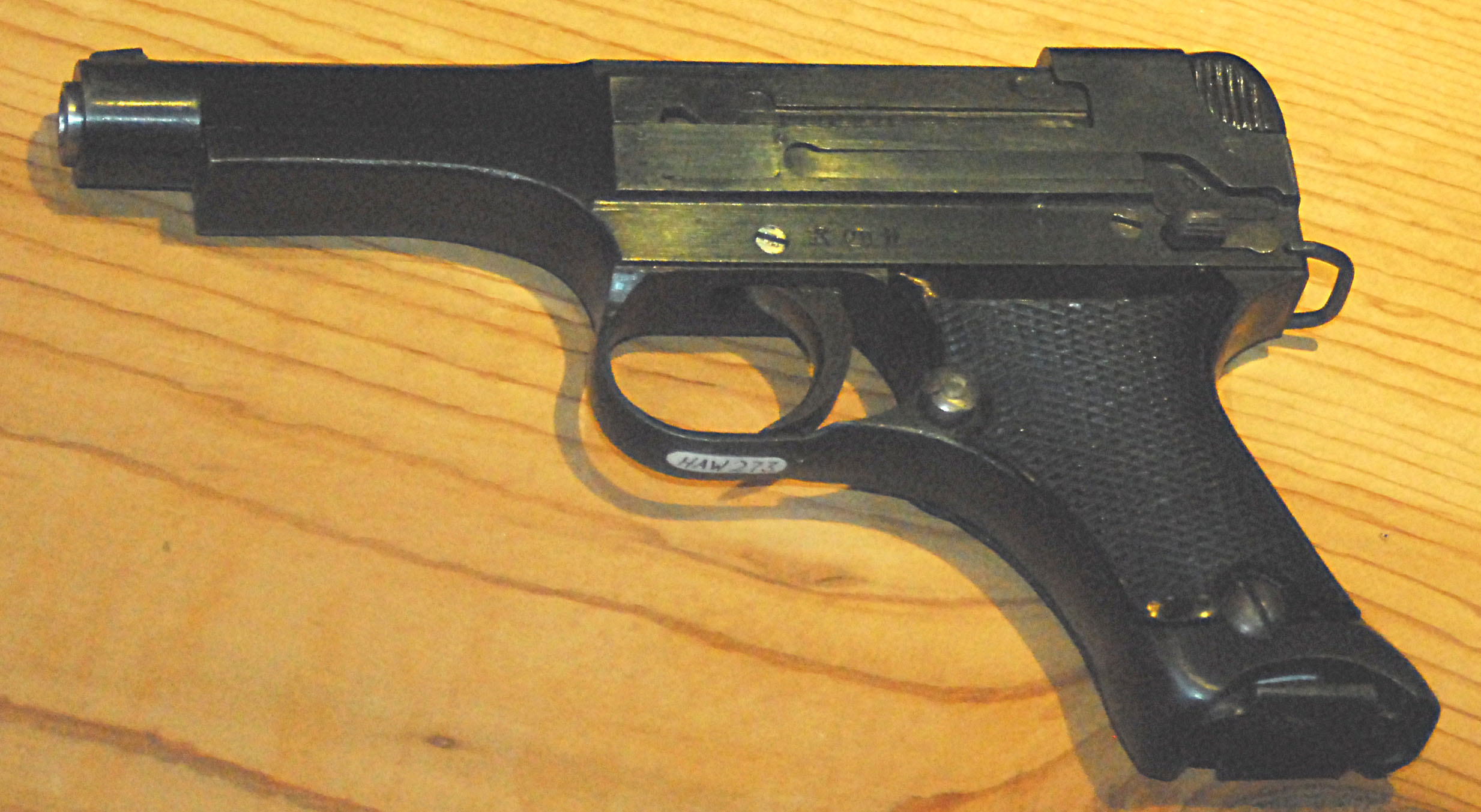
Vue de gauche: la gâchette est la tige encastrée au-dessus de la gâchette

La qualité du Nambu Type 94 diminua vers la fin de la Seconde Guerre mondiale, les Japonais étant confrontés aux bombardements des forces alliées et la pénurie de matériaux augmentant. Un changement radical au niveau de la qualité arriva à partir de la fin mars 1945, tous les standards de qualité semblant disparaître vers la fin du mois de juin 1945. La poignée lisse en bois fut remplacée par un damier en bakélite. De nombreux pistolets n'étaient plus numérotés et aucun pistolet ne porte la date de fabrication de juillet 1945. Seuls quatre pistolets sans numéros de série et non datés sont connus et fabriqués à partir de pièces dépareillées sans marques d'inspection, boucles de longe et extracteurs. Un petit nombre de pistolets fabriqués au cours de la fin de la production comprennent des dates de production antérieures et semblent avoir été récupérés à partir de pistolets précédemment mis au rebut qui présentaient des défauts mineurs ou esthétiques.

## Démontage
Le démontage du Type 94 est considéré comme difficile et peut conduire à des dommages de l'arme s'il n'est pas effectué correctement. Après avoir vidé le pistolet, l'opérateur doit tirer la glissière contre le suiveur de chargeur pour maintenir le verrou à l'arrière du pistolet. Cela permet de libérer la traverse après l'enfoncement du percuteur. L'enlèvement de la traverse sans enfoncer le percuteur endommagerai à la fois le percuteur et la traverse. L'enlèvement de la traverse est encore plus compliqué car les mains de l'opérateur maintiennent le pistolet et enfoncent le percuteur.

## Étui
Les étuis pour le pistolet Type 94 étaient généralement fabriqués à partir de peau de porc ou de vache de couleur, allant du beige au brun rougeâtre foncé. Les étuis subirent la même dégradation de qualité que le pistolet. Comme les approvisionnements en cuir étaient épuisés au Japon, les étuis fabriqués à partir de 1944 furent fabriqués à partir de tissu vert olive. L'étui à pistolet type 94 se distingue des autres étuis japonais par un rabat de fermeture pointu et une poche de chargeur positionnée verticalement. Le câble de la poche a une extension étroite pour accueillir une tige de nettoyage. La majorité des étuis étaient fabriqués dans des tanneries appartenant à des civils, avec de l'encre tamponnée à l'arsenal et des marquages d'inspection. Une boucle de ceinture et deux anneaux en «D» de sangle d'épaule étaient placés sur l'arrière de l'étui et faits à partir du laiton, d'acier galvanisé, ou plaqué au nickel

## Tir involontaire

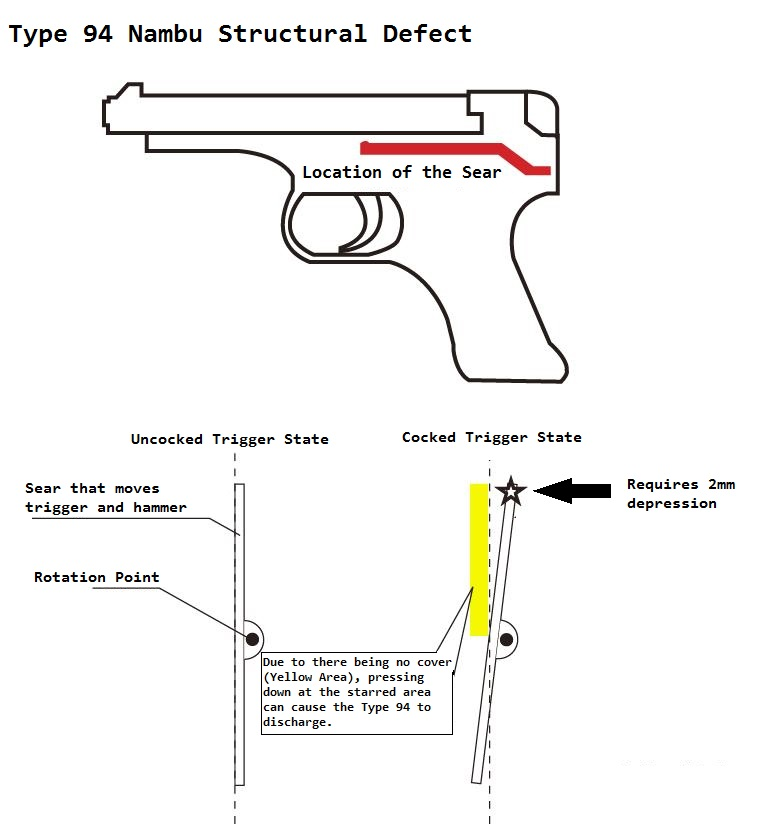
Diagramme montrant l'emplacement de la barre de coupe qui peut être détachée et provoquer un raté

La mauvaise conception de la culasse permet au Type 94 d'être tiré involontairement. La barre de saisie convertit la traction vers l'avant de la gâchette en un mouvement latéral qui libère le marteau. La barre de saisie étant à l'extérieur du pistolet, elle peut subir des secousses lors de l'engagement si le pistolet est armé et manipulé avec négligence. L'extrémité avant de la barre de saisie doit être enfoncée d'environ 2 mm pour que l'arme tire. Cette capacité du type 94 à tirer sans appuyer sur la détente a donné lieu à des histoires de guerre de soldats japonais se rendant et tirant involontairement en déchargeant leur arme, gagnant les surnoms de « suicide spécial » ou de « pistolet de reddition ». Ces histoires sont largement discréditées en raison de la difficulté à tirer en serrant la barre de détection. Si la sécurité est engagée sur le Type 94, il est impossible que l'arme se décharge involontairement